# 特伦斯·奥布赖恩
特伦斯·奥布赖恩（英語：Terence O'Brien，1906年12月23日—1982年12月19日），英国男子赛艇运动员。他曾代表英国参加1928年夏季奥林匹克运动会赛艇比赛，获得男子双人单桨无舵手银牌。